# Heladena
Heladena  es un género con seis especies, en la familia Malpighiaceae, con cerca de 75 géneros de fanerógamas del orden Malpighiales. 
Heladena incluye a la especie, H. multiflora,  una enredadera leñosa o a veces un arbusto o pequeño árbol nativo de selvas en galería y bosques del sur de Brasil, Paraguay, y el noreste de Argentina.

## Especies
- Heladena biglandulosa  A.Juss. 1840
- Heladena hassleriana Nied. 1907
- Heladena multiflora (Hook. & Arn.) Nied. 1914